# Hongrin
L'Hongrin est une rivière de Suisse des Préalpes vaudoises et fribourgeoises.

## Nom
La rivière est connue sous les noms successifs d'Ongrim en 1294, Ongrin en 1392 puis Le Longrin au XVIIIe siècle.

## Parcours
À sa sortie du lac, après le barrage, l'Hongrin descend dans la vallée très encaissée qui porte son nom en direction du nord-ouest. Son parcours devient tumultueux avec une succession rapide des goulots d'étranglement et de zones plus larges. Il dépasse ensuite les Rochers de Naye sur sa rive gauche et la Dent de Corjon sur sa rive droite puis entre dans l’extrémité sud du canton de Fribourg en direction du nord et rejoint la vallée de la Sarine au sud des Sciernes d'Albeuve. Il coupe le tracé du chemin de fer Montreux - Oberland Bernois entre le tunnel de Jaman et Montbovon et se jette enfin dans le lac de Montbovon sur le cours de la Sarine au nord de Montbovon à 774 mètres d'altitude.
La quasi-totalité du parcours de l'Hongrin, à l'exception de la zone du barrage, est à l'état naturel ou quasi-naturel.

## Bassin versant
L'Hongrin fait partie du bassin versant du Rhin par la Sarine et l'Aar. La surface du bassin versant naturel de l'Hongrin est de 81,8 kilomètres carrés. Il a une altitude moyenne de 1 490 mètres d'altitude et les précipitations moyennes annuelles y sont de 1 769,5 mm par an. La particularité du bassin versant est qu'il reçoit des eaux du Léman, donc du bassin du Rhône, car les installations hydroélectriques du barrage d'Hongrin fonctionnent par pompage-turbinage avec les eaux du Léman.[réf. nécessaire]

## Faune
La truite Fario ainsi que la truite arc-en-ciel sont présentes dans l'Hongrin. En 2013, l'inspection de la pêche du canton de Vaud relève la capture de 165 truites, de 4 perches et de six autres poissons, non répertoriés, sur le cours de la rivière en excluant le lac.